# Kaylene Corbett
Kaylene Corbett (Bloemfontein, 15 de junio de 1999) es una deportista sudafricana que compite en natación, especialista en el estilo braza.
Ganó una medalla de bronce en el Campeonato Mundial de Natación de 2025, en la prueba de 200 m braza. Participó en dos Juegos Olímpicos de Verano, ocupando el quinto lugar en Tokio 2020 y el séptimo en París 2024, en los 200 m braza.

## Palmarés internacional
| Campeonato Mundial | Campeonato Mundial  | Campeonato Mundial | Campeonato Mundial |
| Año                | Lugar               | Medalla            | Prueba             |
| ------------------ | ------------------- | ------------------ | ------------------ |
| 2025               | Singapur (Singapur) | Medalla de bronce  | 200 m braza        |